# Peseț, Nova Ușîțea
Peseț (în ucraineană Песець) este o comună în raionul Nova Ușîțea, regiunea Hmelnîțkîi, Ucraina, formată numai din satul de reședință.

## Demografie
Componența lingvistică a comunei Peseț
     Ucraineană (99,3%)
     Alte limbi (0,6%)
Conform recensământului din 2001, majoritatea populației comunei Peseț era vorbitoare de ucraineană (99,3%), existând în minoritate și vorbitori de alte limbi.